# Cleonymus canariensis
Cleonymus canariensis är en stekelart som beskrevs av Karl-Johan Hedqvist 1983. Cleonymus canariensis ingår i släktet Cleonymus, och familjen puppglanssteklar. Inga underarter finns listade i Catalogue of Life.